# Mike Parson
Michael Lynn Parson, detto Mike (Wheatland, 17 settembre 1955), è un politico statunitense, Governatore del Missouri dal 2018 al 2025 ed in precedenza Vicegovernatore dello stesso stato dal 2017 al 2018. Ancor prima, Parson ha servito come senatore statale dal 2011 al 2017 e come rappresentante statale dal 2005 al 2011.

## Biografia
Parson è nato a Wheatland, nel Missouri, e cresce in una fattoria nella contea di Hickory. Nel 1973 si diploma presso il liceo della sua città e nel 1975 entra a far parte dell'esercito americano, servendo per le forze armate in qualità di sergente della polizia. Dopo la sua esperienza nel servizio militare, nel 1983 entra nelle funzioni di sceriffo della contea di Polk, carica che mantiene per ben 12 anni.

## Carriera politica

### Congresso del Missouri (2005-2017)
Nel 2004, entra nel mondo della politica candidandosi nel 133º distretto della Camera dei Rappresentanti per il Missouri, risultando eletto. Dopo essere stato rieletto nel 2006 e nel 2008, si candida nel 2010 nel 28º distretto per il Senato del Missouri, ed anche qui viene eletto, rimanendo in carica fino al 2017.

### Vicegovernatore del Missouri (2017-2018)
In vista delle elezioni governatoriali del Missouri del 2016, Parson si candida per la carica di Vicegovernatore del Missouri in rappresentanza del Partito Repubblicano.
Parson nelle elezioni generali prevale sul candidato Democratico Russ Carnahan.
Dopo aver vinto le elezioni dell'8 novembre, Parson e il candidato Governatore vincitore Repubblicano Eric Greitens entrano rispettivamente nelle vesti di Vicegovernatore e Governatore del Missouri il 9 gennaio 2017.

### Governatore del Missouri (2018-2025)
Assume le funzioni di Governatore del Missouri il 1º giugno 2018, a seguito delle dimissioni del suo Governatore Eric Greitens, travolto da accuse di molestie sessuali.

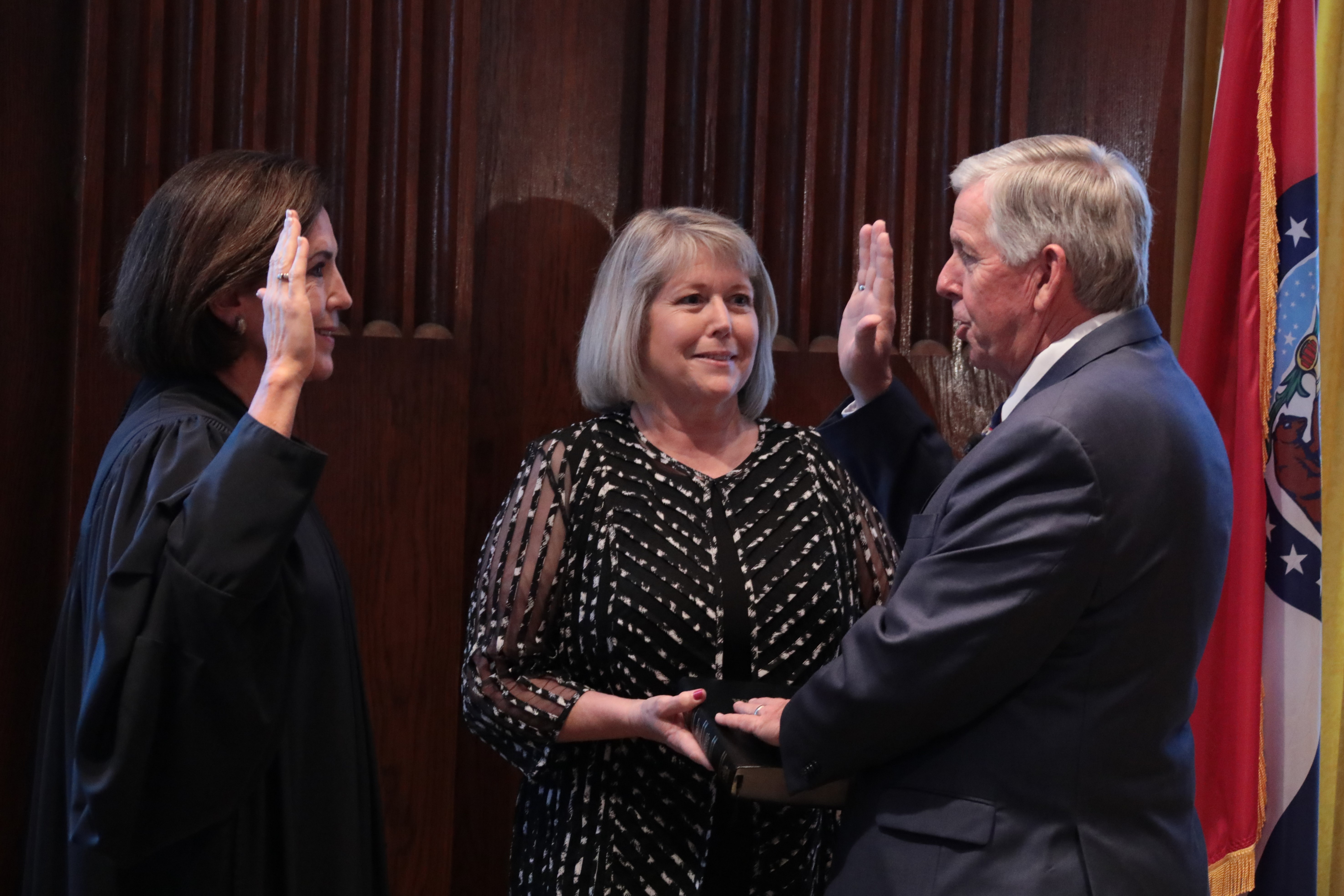
Mike Parson giura come 57º Governatore del Missouri, 1º giugno 2018.

Nelle elezioni governatoriali del 2020, Parson si candida e prevale con il 57,1% dei voti sulla candidata democratica Nicole Galloway, che ha totalizzato il 47% delle preferenze.